# Michał Kopczyński (piłkarz)
Michał Kopczyński (ur. 15 czerwca 1992 w Zamościu) – polski piłkarz, od 2025 w klubie Mazovia Mińsk Mazowiecki.

## Kariera
Jest prawnukiem Kazimierza Partyki.
Do Legii Warszawa dołączył w 2000, gdzie przebijał się przez kolejne szczeble kariery juniorskiej. W 2010 włączono go do kadry zespołu grającego w Młodej Ekstraklasie. 5 sierpnia 2012 podczas meczu Pucharu Polski z Okocimskim Klubem Sportowy Brzesko zadebiutował w barwach pierwszej drużyny, zdobywając bramkę. 19 sierpnia 2012 zadebiutował w Ekstraklasie w spotkaniu z Koroną Kielce. Przed sezonem 2014/2015 został wypożyczony do Wigier Suwałki.
W sezonie 2016/2017 jego znaczenie w Legii Warszawa wzrosło o czym świadczy awans w hierarchii zespołu, gdzie zaczął pełnić funkcje jednego z kapitanów. Pierwszy w hierarchii jest Jakub Rzeźniczak, a drugim Miroslav Radović. 23 lutego 2017 pod nieobecność powracającego po kontuzji i zasiadającego na ławce rezerwowych Jakuba Rzeźniczaka oraz pauzującego za nadmiar żółtych kartek Miroslava Radovića pełnił funkcje kapitana w meczu rewanżowym 1/16 Ligi Europy z Ajaxem Amsterdam. Jako kapitan wyprowadził Legie Warszawa w meczu z Arką Gdynia o Superpuchar Polski. 
W sezonie 2017/2018 trener warszawskiego zespołu Jacek Magiera wyznaczył nową hierarchię zespołu. W wyniku odejścia z klubu Jakuba Rzeźniczaka kapitanem został Miroslav Radović a jego zastępcą Artur Jędrzejczyk. W przypadku absencji wspomnianej dwójki funkcje kapitana pełni któryś z członków rady drużyny: Michał Kucharczyk, Michał Kopczyński i Arkadiusz Malarz. W 2018 roku został wypożyczony do Wellington Phoenix. W lipcu 2019 ogłoszono jego transfer do Arki Gdynia. W sierpniu 2020 został zaangażowany w Warcie Poznań, gdzie po sezonie 2021/2022 przedłużył kontrakt. 17 lipca 2025 został zawodnikiem Mazovii Mińsk Mazowiecki 
.

## Statystyki
(aktualne na dzień 19 lipca 2017)
| Klub                 | Sezon              | Liga               | Liga  | Liga   | Puchar Polski | Puchar Polski | Superpuchar Polski | Superpuchar Polski | Europa | Europa | Suma  | Suma   |
| Klub                 | Sezon              | Liga               | Mecze | Bramki | Mecze         | Bramki        | Mecze              | Bramki             | Mecze  | Bramki | Mecze | Bramki |
| -------------------- | ------------------ | ------------------ | ----- | ------ | ------------- | ------------- | ------------------ | ------------------ | ------ | ------ | ----- | ------ |
| Legia Warszawa       | 2012/13            | Ekstraklasa        | 1     | 0      | 2             | 1             | -                  | -                  | 0      | 0      | 3     | 1      |
| Legia Warszawa       | 2013/14            | Ekstraklasa        | 2     | 0      | 0             | 0             | -                  | -                  | 0      | 0      | 2     | 0      |
| Wigry Suwałki (wyp.) | 2014/15            | I liga             | 26    | 3      | 0             | 0             | -                  | -                  | –      | –      | 26    | 3      |
| Legia Warszawa       | 2015/16            | Ekstraklasa        | 2     | 0      | 3             | 0             | -                  | -                  | 0      | 0      | 5     | 0      |
| Legia Warszawa       | 2016/17            | Ekstraklasa        | 31    | 0      | 0             | 0             | -                  | -                  | 11     | 0      | 42    | 0      |
| Legia Warszawa       | 2017/18            | Ekstraklasa        | 1     | 0      | 0             | 0             | 1                  | 0                  | 1      | 0      | 3     | 0      |
| Ogólnie w karierze   | Ogólnie w karierze | Ogólnie w karierze | 63    | 3      | 5             | 1             | 1                  | 0                  | 12     | 0      | 81    | 4      |

## Sukcesy
- Mistrzostwo Polski: 2012/2013, 2013/2014, 2015/2016, 2016/2017, 2017/2018 z Legią Warszawa
- Puchar Polski : 2012/2013, 2015/2016, 2017/2018 z Legią Warszawa